# The Californian Ideology

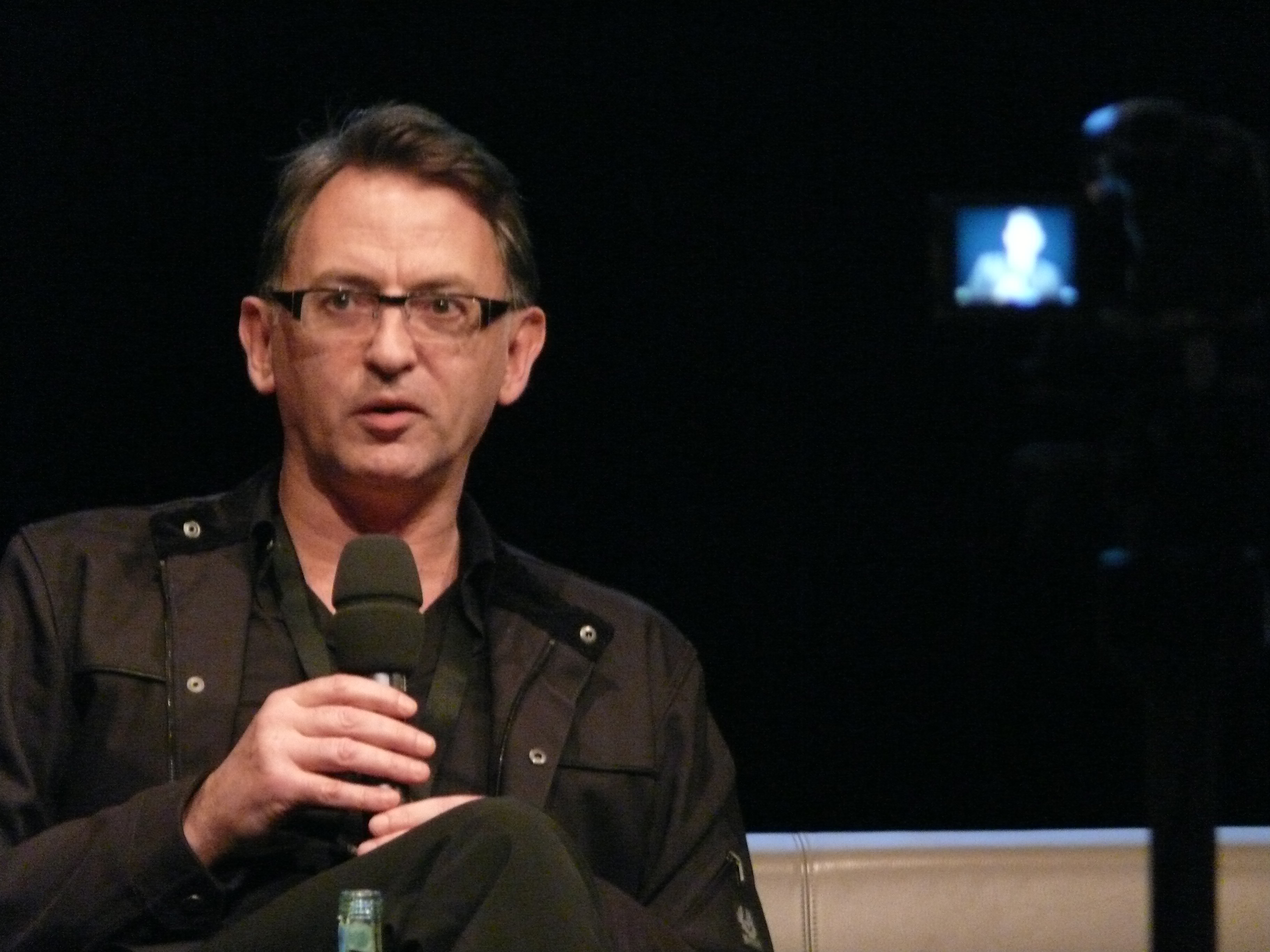
Andy Cameron em 2010.

The Californian Ideology (A Ideologia Californiana) é um ensaio de 1995 dos teóricos Richard Barbrook e Andy Cameron, da Universidade de Westminster. Barbrook o descreve como uma "crítica ao neoliberalismo ponto-com". No ensaio, Barbrook e Cameron argumentam que o surgimento das tecnologias de rede na região do Vale do Silício, na década de 1990, esteve ligado ao neoliberalismo americano e à hibridação paradoxal de crenças políticas da esquerda e da direita, na forma de um determinismo tecnológico otimista.
O ensaio original foi publicado na revista Mute em 1995 e posteriormente apareceu na lista de discussão da Nettime para debate. Uma versão final foi publicada em Science as Culture em 1996. Desde então, a crítica foi revisada em várias versões e idiomas diferentes.
Andrew Leonard, da revista Salon, chamou o trabalho de Barbrook e Cameron de "uma das mais penetrantes críticas ao hiperenfase neo-conservador digital já publicada."

## Crítica
"Esta nova fé emergiu de uma bizarra fusão da boemia cultural de São Francisco com as indústrias de alta tecnologia do Vale do Silício... a Ideologia Californiana promiscuamente combina o espírito desgarrado dos hippies e o zelo empreendedor dos yuppies."

Richard Barbrook e Andy Cameron
Durante a década de 1990, membros da classe empresarial da indústria de tecnologia da informação no Vale do Silício ativamente promoveram uma ideologia que combinava as ideias de Marshall McLuhan com elementos de individualismo radical, libertarismo e economia neoliberal, usando publicações como a revista Wired para divulgar suas ideias. Essa ideologia misturou crenças da Nova Esquerda e da Nova Direita, baseadas em seu interesse compartilhado no anti-estatismo, na contracultura dos anos 60 e no tecnoutopismo [en].
Acreditavam que em uma economia baseada em conhecimento, pós-industrial e pós-capitalista, a exploração da informação e do conhecimento impulsionaria o crescimento e a criação de riqueza, enquanto diminuiria as antigas estruturas de poder do Estado em favor de indivíduos conectados em comunidades virtuais.
Os críticos afirmam que a Ideologia Californiana fortaleceu o poder das corporações sobre o indivíduo e aumentou a estratificação social, e permanece distintamente Americêntrica. Barbrook argumenta que os membros da digerati que aderem à Ideologia Californiana abraçam uma forma de modernismo reacionário [en]. De acordo com Barbrook, "o neoliberalismo americano parece ter alcançado com sucesso os objetivos contraditórios do modernismo reacionário: progresso econômico e imobilidade social. Como o objetivo a longo prazo de libertar todos nunca será alcançado, a regra a curto prazo da digerati pode durar para sempre".

## Influências
De acordo com Fred Turner [en], o sociólogo Thomas Streeter da Universidade de Vermont observa que a Ideologia Californiana surgiu como parte de um padrão de individualismo romântico com Stewart Brand como uma influência chave. De acordo com Adam Curtis, as origens da Ideologia Californiana estão ligadas à filosofia objetivista de Ayn Rand.

## Reações
De acordo com David Hudson, da Rewired, ele concorda, em geral com a tese central de Barbrook e Cameron, mas discorda da representação que eles fazem da posição da revista Wired como representativa de todas as opiniões na indústria. "O que Barbrook está dizendo entre as linhas é que as pessoas com as mãos nas rédeas do poder em todo o mundo conectado... são guiadas por um construto filosófico completamente distorcido". Hudson afirma que não existe uma única ideologia, mas sim uma multidão de ideologias diferentes em funcionamento.
De acordo com Andrew Leonard do Salon, o ensaio é "uma reprimenda clara da dominação da direita libertária digerat sobre a Internet" e "uma das críticas mais penetrantes do hipismo digital neoconservador publicado até hoje". Leonard também observa a "resposta vitriólica" de (em inglês), ex-editor e publisher da revista Wired. A resposta de Rossetto, também publicada na Mute, criticou-a por mostrar "uma profunda ignorância de economia".
Gary Kamiya, do Salon, reconheceu a validade dos principais pontos do ensaio, mas, assim como Rossetto, Kamiya atacou a "ridícula afirmação acadêmico-marxista de que o libertarianismo de alta tecnologia representa de alguma forma um ressurgimento do racismo" de Barbrook & Cameron.
O historiador de arquitetura Kazys Varnelis [en], da Universidade de Columbia, constatou que, apesar da privatização defendida pela Ideologia Californiana, o crescimento econômico do Vale do Silício e da Califórnia foi "possível somente devido à exploração dos pobres imigrantes e ao financiamento de defesa... subsídios governamentais para as corporações e exploração dos pobres não-cidadãos: um modelo para futuras administrações."
Na documentário de 2011, "All Watched Over by Machines of Loving Grace", Curtis conclui que a Ideologia Californiana não conseguiu cumprir suas promessas:
A promessa original da Ideologia Californiana era de que os computadores nos libertariam de todas as antigas formas de controle político e nos tornaríamos heróis randianos, no controle do nosso próprio destino. Em vez disso, hoje, sentimos o oposto, de que somos componentes impotentes em um sistema global, um sistema que é controlado por uma lógica rígida que somos incapazes de desafiar ou mudar.